# 박근수 (1892년)
박근수(朴根壽, 1892년 1월 17일 ~ 1976년 7월 1일)는 일제강점기의 경찰 출신 관료이다.

## 생애
출신지는 경상남도 창녕군이다. 한일 병합 조약 체결 이듬해인 1911년 2월부터 경상남도 마산의 마산경찰서에서 순사보로 근무하면서 경찰계에 들어섰다.
1917년에 경부 고시시험에 합격하면서 조선총독부 경부로 승진하였다. 1919년에 경남 삼천포경찰서 경부로 이동하였고, 1929년에는 고등관 8등의 경상남도 도경시로 승진하였다. 경상남도 경찰부 고등경시과와 보안과에서 주로 근무하며 정치범과 사상범을 취급했다.
약 23년 동안의 경찰 생활 끝에 1934년에는 고등관 6등의 조선총독부 군수로 발탁되어 경남 양산군에 발령받으면서 관료로 전업했다, 양산군수이던 1935년에 총독부가 편찬한 《조선공로자명감》에 총 353명의 공로자 중 한 명으로 이름이 실려 있고, 총독부가 시정 25주년을 기념해 표창한 표창자 명단에도 들어 있다. 1936년을 기준으로 정7위 훈6등에 서위되어 있었다.
2008년 공개된 민족문제연구소의 친일인명사전 수록예정자 명단 중 경찰 부문과 관료 부문에 포함되었으며 친일반민족행위진상규명위원회가 발표한 친일반민족행위 705인 명단에도 포함되었다.

## 참고자료
- 박근수(朴根壽) - 국사편찬위원회